# Barbariga
Barbariga je turisty hojně vyhledávaná vesnice na jihozápadním pobřeží Istrie (Chorvatsko), ležící na poloostrově Barbariga (někdy též jako Punta Cissana - podle antického sídla Cissa). Nachází se severozápadně od Puly (asi 22 km), Fažany a Vodnjanu a jihozápadně od Bale. Administrativně náleží k městu Vodnjan. Mezi hlavní zdroje obživy patří pěstování oliv, rybolov a cestovní ruch. Okresní silnice spojuje Barbarigu s Perojem.
Na pobřeží byly nalezeny pozůstatky římského letního panského sídla z 1. století. Podlahy sídla byly zdobeny mozaikami dvou nebo více barev, zatímco na zdích byly fresky a různé dekorace. V okolí sídla se nacházejí pozůstatky antické rafinérie.
Kromě samotné vesnice, která nabízí malá obchodní a restaurační centra a moderní ubytování, je tato oblast prakticky neobydlená[zdroj?]. V současnosti[kdy?] se projednává plán na výstavbu prvního chorvatského komplexního letoviska do roku 2009, které by se skládalo z luxusních hotelů s lázněmi, fitness-centry a společenskými zařízeními, různých způsobů moderního ubytování počítajících s více než 460 objekty, přístavu pro 350 lodí a golfového hřiště s 18 jamkami (dle návrhu Jacka Nicklause)[zdroj?].